# Kublov
Kublov (en allemand : Kublau) est une commune du district de Beroun, dans la région de Bohême-Centrale, en République tchèque. Sa population s'élevait à 671 habitants en 2020.

## Géographie
Kublov se trouve à 8 km au nord-nord-ouest de Žebrák, à 16 km à l'ouest-sud-ouest de Beroun et à 43 km à l'ouest-sud-ouest de Prague.
La commune est limitée par Roztoky au nord, par Broumy à l'est, au sud et à l'ouest.

## Histoire
La première mention écrite de la localité date de 1320.